# Megaphobema velvetosoma
Megaphobema velvetosoma is een spinnensoort in de taxonomische indeling van de vogelspinnen (Theraphosidae).
Het dier behoort tot het geslacht Megaphobema. De wetenschappelijke naam van de soort werd voor het eerst geldig gepubliceerd in 1995 door Joachim Schmidt.
De soort komt voor in Ecuador.